# Mainate de Ceylan
Gracula ptilogenys
Espèce
Statut de conservation UICN

 NT  : Quasi menacé
Le Mainate de Ceylan (Gracula ptilogenys) est une espèce de passereaux de la famille des Sturnidae. Cet oiseau est endémique au Sri Lanka.
En singhalais, il porte les noms vernaculaires de Sela lihiniya, Mal kawadiya ou encore Kampatiya.

## Description
Dans sa publication de 1846, Edward Blyth, indique que l'aile de cette espèce mesure environ 150 mm.

## Systématique
Le nom valide complet (avec auteur) de ce taxon est Gracula ptilogenys Blyth, 1846,.
Ce taxon porte en français le nom vernaculaire ou normalisé suivant : Mainate de Ceylan.

## Publication originale
- (en) E.D.Blyth, « Notices and Descriptions of various New or Little Known Species of Birds », Journal of the Asiatic Society of Bengal, Inde, vol. 15, no 172,‎ 1846, p. 280-315 (ISSN 0368-1068, lire en ligne, consulté le 22 juillet 2023).